# Teknikåret 1977

## Händelser

### Februari
- Februari - Tidskriften Popular Science meddelar att RCA:s Selecta Vision och Philips Disco Vision skall komma under 1977, vilket dock inte sker. [1]

### April
- April - Persondator visas under West Coast Computer Faire. [2]

### Maj
- Maj - Första Apple II levereras [3]. Och den använde sig av en vikt- och utrymmeseffektiv nätdel som använder Switchomvandlarteknik som snart börjar användas överallt.[4]

### Juli
- Juli - Julinumret av Popular Electronics förbereder planer för att lägga till PIXIE-grafik till ELF 2, så att den kan visa enkel grafik på en TV-skärm. [5]

### Augusti
- 23 augusti - VHS introduceras i USA. [6]

### November
- 22 november TCP/IP-testerna fortsätter med att man gör ARPANET-uppkopplingar (av 111), vilket blir det första Internetprotokollet.[7]

### Okänt datum
- Digital Equipment Corporation lanserar modellserien VAX, världens första 32-bitarsarkitektur med virtuellt minne.